# Cantone di Roura
Il cantone di Roura è una divisione amministrativa dell'arrondissement di Caienna, nel dipartimento d'oltremare della Guyana.
È formato dal solo comune di Roura.